# 上本町西
上本町西（うえほんまちにし）は、大阪府大阪市中央区にある町名。現行行政地名は上本町西一丁目から上本町西五丁目。

## 地理
大阪市中央区の南部に位置する。南から東は天王寺区上本町、西は谷町・上汐・東平、北は国道308号（長堀通）を挟んで安堂寺町にそれぞれ接する。
最寄り駅は複数あり、北側は谷町六丁目駅、南側は谷町九丁目駅及び天王寺区の近畿日本鉄道の大阪上本町駅が近い。

## 歴史
江戸時代の上本町4丁目・札之辻町・八丁目寺町のそれぞれ西半分（上町筋以西）を含み、札之辻町の西側には瓦土取場（瓦屋藤右衛門請地）が広がっていた。瓦屋藤右衛門請地は1868年（明治元年）に新瓦屋町に改称され、1873年（明治6年）には新瓦屋町のうち谷町筋以東が北桃谷町・南桃谷町に改称された。
1982年（昭和57年）に南区上本町筋2 - 3丁目・上本町4 - 6丁目・北桃谷町・南桃谷町・東平野町1 - 3丁目を改編して、上本町西1 -5丁目の現行町名となった。

## 寺町
現在、寺町の八丁目寺町13ヶ寺のうち5ヶ寺が当町に含まれている。
八丁目寺町（13ヶ寺）
- 大福寺（上本町4丁目）
- 念仏寺（上本町4丁目）
- 実相寺（上本町4丁目）
- 天性寺（上本町4丁目）
- 光明寺（上本町5丁目）
- 正念寺（上本町5丁目）
- 大念寺（上本町西4丁目）
- 長楽寺（大阪府池田市畑） - 移転。元の所在地は上本町西4丁目。
- 白雲寺（大阪市東住吉区北田辺4丁目） - 移転。元の所在地は上本町西4丁目。
- 専念寺（上本町西4丁目）
- 誓願寺（上本町西4丁目）
- 源光寺（上本町西4丁目）
- 西光院（上本町西5丁目）

## 世帯数と人口
2019年（平成31年）3月31日現在の世帯数と人口は以下の通りである。
| 丁目           | 世帯数    | 人口    |
| -------------- | --------- | ------- |
| 上本町西一丁目 | 500世帯   | 838人   |
| 上本町西二丁目 | 610世帯   | 1,057人 |
| 上本町西三丁目 | 367世帯   | 690人   |
| 上本町西四丁目 | 227世帯   | 489人   |
| 上本町西五丁目 | 403世帯   | 792人   |
| 計             | 2,107世帯 | 3,866人 |

### 人口の変遷
国勢調査による人口の推移。
| 1995年（平成7年）  | 2,295人 | [ 5 ] |  |
| 2000年（平成12年） | 2,450人 | [ 6 ] |  |
| 2005年（平成17年） | 3,273人 | [ 7 ] |  |
| 2010年（平成22年） | 3,638人 | [ 8 ] |  |
| 2015年（平成27年） | 3,761人 | [ 9 ] |  |

### 世帯数の変遷
国勢調査による世帯数の推移。
| 1995年（平成7年）  | 1,117世帯 | [ 5 ] |  |
| 2000年（平成12年） | 1,168世帯 | [ 6 ] |  |
| 2005年（平成17年） | 1,769世帯 | [ 7 ] |  |
| 2010年（平成22年） | 1,986世帯 | [ 8 ] |  |
| 2015年（平成27年） | 2,016世帯 | [ 9 ] |  |

## 事業所
2016年（平成28年）現在の経済センサス調査による事業所数と従業員数は以下の通りである。
| 丁目           | 事業所数  | 従業員数 |
| -------------- | --------- | -------- |
| 上本町西一丁目 | 95事業所  | 693人    |
| 上本町西二丁目 | 60事業所  | 191人    |
| 上本町西三丁目 | 47事業所  | 343人    |
| 上本町西四丁目 | 13事業所  | 32人     |
| 上本町西五丁目 | 89事業所  | 588人    |
| 計             | 304事業所 | 1,847人  |

## 施設
- 空堀商店街
- 大阪市立上町中学校
- 空堀桃谷公園
- 東平北公園
- 東平西公園
- 空堀跡
- 敷田年治先生百園塾址
- エスエスケイ

## 交通

### 鉄道
- 最寄り駅は南側の天王寺区上本町にある近畿日本鉄道の大阪上本町駅。

### 道路
国道
- 国道308号（長堀通）

主要地方道
- 大阪市道赤川天王寺線（上町筋）

## その他

### 日本郵便
- 〒542-0062[3]（集配局：大阪南郵便局[11]）